# Franny Glass
 (avril 2020).
Franny Glass est le projet solo du chanteur uruguayen Gonzalo Deniz (né à Montevideo en 1986), aussi chanteur du groupe de musique Mersey,. Il est considéré comme l'un des meilleurs paroliers modernes en Amérique latine.

## Discographie
- Con la mente perdida en intereses secretos, 2007 [4]
- Hay un cuerpo tirado en la calle, 2008
- El podador primaveral, 2011 [5]
- Planes, 2014 [6]
- Desastres naturales, 2017 [7]